# الخطوط الجوية الخليفة
الخطوط الجوية الخليفة (بالإنجليزية: Khalifa Airways)‏ هي شركة طيران جزائرية. تقع مقراتها بالجزائر العاصمة، الجزائر
تقدم الخطوط الجوية الخليفة رحلات جوية إلى أوروبا,أسيا، وإفريقيا.

## الخطوط
كانت تضمن ربط المدن الجزائرية بخطوط داخلية وربط كبرى المطارات ك الجزائر العاصمة، قسنطينة، وهران بأغلب الدول الأوروبية.
لقد تم حل هذه الشركة بحكم قضائي بعد فضيحة بنك الخليفة.

## الأسطول
- 8 إيرباص إيه310-300 .
- 4 إيرباص إيه319-100 .
- 4 إيرباص إيه320-200 .
- 2 إيرباص إيه 330-300 .
- 3 إيرباص إيه 340-300 .
- 4 بوينغ 737-400 .
- 2 بوينغ 737-800 .
- 4 إيه تي أر 42 .
- 6 إيه تي أر 72 .
- 1 كانادير .

## وصلات خارجية
- موقع الطلبة المتربصين كطيارين في الخليفة